# I Miss You (canção de Haddaway)
"I Miss You" (em português:  Eu Sinto Sua Falta) é o terceiro single do álbum Haddaway, lançado pelo cantor Haddaway em dezembro de 1993.
A música se tornou mais um sucesso do cantor, entrando na parada musical de vários países europeus, principalmente no Reino Unido, no qual entrou no Top 10, na posição nº 9. Embora tenha conseguido sucesso, a canção não obteve o mesmo sucesso do primeiro single do intérprete, "What Is Love", lançada também em 1993.
A canção foi incluída na trilha sonora do remake da novela A Viagem, como tema da protagonista Diná, interpretada nesta versão de 1994 por Christiane Torloni.

## Faixas
CD Maxi single
| N.º | Título                    | Duração |  |
| 1.  | "I Miss You" (Radio Edit) | 3:37    |  |
| 2.  | "I Miss You" (12" Mix)    | 5:07    |  |
| 3.  | "I Miss You" (Club Mix)   | 5:20    |  |
| 4.  | "I Miss You" (Album Mix)  | 4:12    |  |

CD single
| N.º | Título                                    | Duração |  |
| 1.  | "I Miss You" (Radio Edit)                 | 3:37    |  |
| 2.  | "I Miss You" (12" Mix)                    | 5:07    |  |
| 3.  | "I Miss You" (Club Mix)                   | 5:20    |  |
| 4.  | "What Is Love/Life/I Miss You" (Mega Mix) | 5:37    |  |

## Posições nas paradas musicais
| País - Parada Musical (1993/1994)  | Melhor posição |
| ---------------------------------- | -------------- |
| Alemanha - Germany Top 100 Singles | 18             |
| Austrália - ARIA Charts            | 44             |
| Áustria - Ö3 Austria Top 40        | 11             |
| França - SNEP                      | 16             |
| Irlanda - IRMA                     | 13             |
| Países Baixos - MegaCharts         | 17             |
| Reino Unido - UK Singles Chart     | 9              |
| Suécia - Sverigetopplistan         | 36             |
| Suíça - Swiss Charts               | 17             |